# Lepidozamia hopei
Lepidozamia hopei là một loài thực vật hạt trần trong họ Zamiaceae. Loài này được (W.Hill) Regel mô tả khoa học đầu tiên năm 1876.